# Singer Jakab
Singer Jakab (Sajókazinc, 1867. december 13. – Temesvár, 1939. november 7.), temesvári főrabbi, erdélyi zsidó vallási író, orientalista.

## Életútja
1885–1895 között a budapesti egyetem bölcsészkarának és az Országos Rabbiképző Intézetnek a hallgatója volt. Ugyanott bölcsészeti doktorátust szerzett; 1896-ban rabbivá avatták. A csurgói, szentesi, majd 1897-től a Temesvár-gyárvárosi hitközség főrabbija volt; a Baumhorn Lipót tervezte zsinagógában „megmagyarosította a szószéket”. Az első világháború alatt mint tábori rabbi is működött.
Temesvárt létrehozta az Izraelita Magyar Irodalmi Társaságot, amelynek haláláig választmányi tagja volt. Ugyancsak választmányi tagja a Délmagyarországi Történelmi és Régészeti Társulatnak. Vámbéry Árminnal beutazta a Közel-Keletet, megtanult törökül, arabul, tatárul. A bánsági zsidók története és a szefárd hagyományok nemzetközileg ismert kutatója. Számos cikke, tanulmánya jelent meg a temesvári lapokban, főképp a Temesköz zsidóságának múltjáról.
Az Erdélyi és Bánsági Rabbiegyesület kiadásában megjelent Közlemények I. és II. kötetében (Temesvár, 1934; uo. 1939) közölte Diego d’aquillar – egy marranus története, Szefárd zsidó szokások és hagyományok, valamint A Farchi család c. tanulmányait.

## Művei
- Jóna próféta, tekintettel mondáira (Budapest, 1894);
- A dömmék (Budapest, 1895);
- Avatóbeszéd a Temesvár-gyárvárosi templom felavatásakor (Bonyhád, 1899);
- Adatok a bánsági zsidók történetéhez a XVIII. században (in: Emlékkönyv Bloch Mózes tiszteletére. Budapest, 1905);
- Temes megye és a zsidók polgárosítása (Budapest, 1907);
- A munka áldása (Temesvár, 1907);
- A temesvári zsidók az 1848–49-es szabadságharcban (Történelmi és Régészeti Értesítő 1913/3–4);
- A Temesvár-gyárvárosi izraelita nőegylet hetvenöt éves története (Temesvár, 1921);
- A Maskil el Dol hatvanéves története (Temesvár, 1922);
- A temesvári rabbik a XVII. és XVIII. században (Szinérváralja, 1928).